# Heilpädagogik
Heilpädagogik ist nach Werner Eitle eine wissenschaftliche Disziplin der Pädagogik. Der Begriff, der in Deutschland oftmals synonym mit dem der Sonderpädagogik verwandt wird, geht zurück auf Jan-Daniel Georgens (1823–1886) und Heinrich Marianus Deinhardt (1821–1880). Sie veröffentlichten 1861 und 1863 ihr zweibändiges Werk Die Heilpädagogik mit besonderer Berücksichtigung der Idiotie und der Idiotenanstalten. Durch die Verbindung der Erziehung von Kindern oder Erwachsenen mit und ohne Behinderung, Koedukation und eine Betonung auf dem pädagogischen Zugang sind die Autoren nach der Deutung des Wiener Sonder- und Heilpädagogen Gottfried Biewer dem Denken der damaligen Zeit weit voraus gewesen und der Begriff sei erst später mit einer stärkeren Fokussierung auf den medizinischen Zugang verbunden worden. Ein umfangreiches Nachschlagwerk der Heilpädagogik erschien 1934 in Halle an der Saale. In den 1960er Jahren ist laut Biewer Heilpädagogik in schulischen Kontexten in Deutschland von dem Begriff der Sonderpädagogik abgelöst und überwiegend für außerschulische Handlungsfelder verwendet worden. In Österreich und der Schweiz habe er sich als Begriff zur Bezeichnung einer Pädagogik bei erschwerten Entwicklungsprozessen gehalten, stellte Bieder 2010 fest.

## Zielsetzung
Der wichtige Grundgedanke der Heilpädagogik, die „Ganzheitlichkeit“, bedeutet, nicht allein Behinderung oder erschwerte Bedingungen und deren Behebung dürfen Gegenstand der Heilpädagogik sein. Aus dem heilpädagogischen Blickwinkel ist der ganze Mensch (mit seinen Fähigkeiten, Problemen und Ressourcen sowie seinem sozialen Umfeld) bei der Bearbeitung und Lösung von Problemstellungen zu betrachten und einzubeziehen.

## Aufgaben
„Die Aufgabe der Heilpädagogik ist es, Menschen mit Verhaltensauffälligkeiten bzw. Verhaltensstörungen oder mit geistigen, psychischen, körperlichen und sprachlichen Beeinträchtigungen sowie deren Umfeld durch den Einsatz entsprechender pädagogisch-therapeutischer Angebote zu helfen. Die betreuten Personen sollen dadurch lernen, Beziehungen aufzunehmen und verantwortlich zu handeln, Aufgaben zu übernehmen und dabei Sinn und Wert erfahren. Dazu diagnostizieren Heilpädagogen vorliegende Probleme und Störungen, aber auch vorhandene Ressourcen und Fähigkeiten der zu betreuenden Personen, und erstellen individuelle Förder- und Behandlungspläne. Durch geeignete pädagogische Maßnahmen fördern sie die Persönlichkeit, die Eigenständigkeit, die Gemeinschaftsfähigkeit, den Entwicklungs- und Bildungsstand sowie die persönlichen Kompetenzen der zu betreuenden Menschen. Darüber hinaus beraten und betreuen sie Angehörige oder andere Erziehungsbeteiligte, zum Beispiel in Problem- und Konfliktsituationen.“ (Quelle: Bundesagentur für Arbeit: Heilpädagoge/Heilpädagogin)
Zur Aufgabe der Heilpädagogik mit chronisch kranken oder behinderten Kindern umfasst neben der Arbeit mit dem betreffenden Kind auch die Elternarbeit im Sinne einer Erziehungspartnerschaft und gegebenenfalls die Zusammenarbeit mit Erziehern des Kindes.

## Kritik
Der Begriff Heilpädagogik wird von einigen Kritikern skeptisch betrachtet. Grund dafür ist die Vorsilbe „heil“, die laut Kritikern einen falschen Eindruck erweckt und Beeinträchtigungen pathologisch darstellt, etwa in Anlehnung an die Medizin geheilt werden zu können.

## Ausbildung

### Fachschulen für Heilpädagogik
Die Ausbildung zum staatlich anerkannten Heilpädagogen findet an einer Fachschule für Heilpädagogik statt und dauert in Vollzeitform je nach Bundesland eineinhalb bis zwei Jahre. Hierbei sind 1860 bis 2440 Stunden (Bayern) zu absolvieren. In der berufsbegleitenden Form dauert die Ausbildung zweieinhalb bis vier Jahre. Mit der staatlichen Anerkennung wird die Berechtigung erworben, nach einem dreisemestrigen Aufbaustudium an einer entsprechenden Fachhochschule den Grad des Diplom-Heilpädagogen (FH) zu erwerben. Dies ist dort auch im Rahmen eines grundständigen Fachhochschulstudiums möglich. Darüber hinaus ist ein Universitätsstudium über den Diplom-Studiengang Heilpädagogik mit unterschiedlichen Schwerpunkten (z. B. an der Universität zu Köln – SS 07 auslaufend) möglich.
An der Fachschule für Heilpädagogik am Diakoniekolleg Hannover (Stephansstift) wird die Heilpädagogenausbildung mit dem Schwerpunkt Motopädie angeboten, was die Arbeitsbereiche der Heilpädagogik und der Motopädie im Sinne eines ergänzenden Konzeptes auf der Ausbildungsebene miteinander verknüpft (Interdisziplinärer Ausbildungsansatz). Die Motopädie wird hier als eine spezielle Methode der Heilpädagogik verstanden.

#### Aufnahmevoraussetzungen
In die Fachschule Heilpädagogik kann aufgenommen werden, wer staatlich anerkannter Erzieher ist oder eine gleichwertige berufliche Qualifikation erworben hat.
Ziel der Ausbildung:
- befähigen, Menschen mit Beeinträchtigungen oder Behinderungen heilpädagogisch zu fördern und sie in ihrer sozialen und personalen Integration zu unterstützen,
- erforderliche Fachkompetenzen für die Einsatzbereiche vermitteln (s. u.),
- befähigen, Verwaltungsaufgaben zu übernehmen, die in unmittelbarem Zusammenhang mit den Tätigkeiten im Berufsfeld stehen.

Der Bildungsgang ist durch fünf landesweit einheitlich vorgegebene Lernfelder strukturiert, in denen anhand von generierten Lernsituationen aus der Praxis der Teilnehmer Schlüsselkompetenzen (Fach-, Sozial und Methodenkompetenz) erworben werden. Die jeweiligen Lernsituationen müssen von den Studierenden in Form von Praxisaufgaben in ihren Praxisfeldern bearbeitet werden und sind erkenntnisleitend für die einzelnen Unterrichtsfächer.
Lernfelder:
- Menschen mit Beeinträchtigung in ihrer Lebenswelt erkennen und verstehen
- Menschen mit Beeinträchtigung im Alltag begleiten, unterstützen und erziehen
- Menschen mit Beeinträchtigung in gezielten Maßnahmen unter Berücksichtigung besonderer Methoden fördern, bilden und beraten
- Arbeiten in Teams, mit Angehörigen und Fachdiensten
- Die heilpädagogische Arbeit dokumentieren und evaluieren.

Fächer im fachrichtungsübergreifenden Lernbereich:
- Deutsch/Kommunikation
- Fremdsprache (Englisch)
- Politik/Gesellschaftslehre
- Medizinische Grundlagen.

Fächer im fachrichtungsbezogenen Lernbereich:
- Theoretische Grundlagen der Heilpädagogik und ihre Didaktik/Methodik
- Theologisch-anthropologisch/ethische Grundlagen
- Psychomotorik
- Wahrnehmungsförderung
- Kinesiologische Übungen
- Heilpädagogisches Spiel
- Heilpädagogische Übungsbehandlung bzw. Entwicklungsförderung
- Spieltherapie im nichtdirektiven Verfahren
- Familientherapeutische Ansätze
- Beziehungsgestaltung/Sozialisation
- Rhythmisch-musische Angebote
- Heilpädagogische Sprachförderung (Sprachheilpädagogik)
- Verhaltensmodifikation
- Kreatives Werken, Kunst und Gestaltung
- Musik und Tanz
- Entspannungsverfahren
- Systemische Beratung, Gesprächsführung, Supervision
- Heilpädagogische Praxis mit schulischer Begleitung
- Projektunterricht.

Abschlussprüfung:
- Zwei schriftliche Klausurarbeiten
- Eine fachpraktische Prüfung/Kolloquium in der Fachrichtung Heilpädagogik.

## Studium
Zugangsvoraussetzung für ein Studium der Heilpädagogik an Fachhochschulen ist die Fachhochschulreife. Eine abgeschlossene Ausbildung in einem pädagogischen oder therapeutischen Beruf, aber auch Langzeit-Praktika und lange ehrenamtliche Tätigkeit in einem (heil-)pädagogischen Arbeitsfeld begünstigen eine Zulassung, sind aber keine zwingenden Voraussetzungen.
Inhalte des Studiums sind:
- Allgemeine und spezielle Heilpädagogik
- Pädagogik
- Sozialmedizin
- Kinder- und Jugendhilferecht, Sozialhilfe- und Familienrecht
- Grundlagen der Verwaltungswissenschaften
- Allgemeine und klinische Psychologie sowie Entwicklungs- und Sozialpsychologie
- Theologie/Philosophie
- Ethische Grundlagen der Heilpädagogik
- Soziologie
- Rechtskunde
- Kulturpädagogik und ästhetische Bildung

Das Studium wird begleitet von Praktika unterschiedlicher Dauer in verschiedenen Praxisfeldern heilpädagogischer Arbeit und schließt ab mit einer Bachelorarbeit.
Im Zuge des Bologna-Prozesses wird Heilpädagogik an Fachhochschulen nur noch als Master- bzw. Bachelor-Studiengang angeboten. Zulassungsvoraussetzung des Masters muss kein Heilpädagogik-Studium sein, auch mit einem abgeschlossenen Studium der Psychologie, Pädagogik, der sozialen Arbeit und verwandter Berufsgruppen ist eine Zulassung möglich.

## Einsatzbereiche
- Heilpädagogische, sozialpädagogische und sozialpflegerische Einrichtungen[7][7]
- Integrative und inklusive Kindertagesstätten, Kindergärten (insbesondere Schulkindergärten) und Kinderkrippen
- Werkstätten für Menschen mit Behinderungen[7]
- Inklusionsbetriebe[7]
- Unterstützte Beschäftigung[7]
- Bereich des Wohnens[7]
- Einrichtungen der Kinder- und Jugendhilfe
- Heilpädagogische Heime und Pflegestellen
- Beratungsstellen zur Früherkennung und Frühförderung
- Rehabilitationseinrichtungen (Rehabilitationspädagogik)
- Tagesbildungs- und Tagesförderstätten
- Heilpädagogische Tagesstätten
- Förderschulen und Regelschulen
- Wohnheime und Wohntrainingsgruppen
- Psychiatrische Einrichtungen
- Krankenhäuser der sozialpädagogischen Familienhilfe/Erwachsenen- und Weiterbildung
- Einrichtungen der Altenhilfe
- Eigene Praxis oder freiberuflich im ärztlichen Praxenverbund.

In den genannten Einrichtungen arbeiten die Heilpädagogen zum Teil auch in Leitungsfunktionen (Gruppenleiter, Teamleiter, Erziehungsleiter, Heimleiter u. Ä.).

## Situation in der Schweiz
In der Schweiz wird aufgrund historischer Entwicklungen – im Gegensatz zu Deutschland – mit Heilpädagogik das auf den ausserschulischen und schulischen Bereich ausgerichtete Tätigkeitsfeld bezeichnet. Sie befasst sich mit der Erziehung, Schulung, Bildung und Förderung von Kindern, Jugendlichen und Erwachsenen mit Entwicklungsbeeinträchtigungen und Behinderungen.
Seit der Einführung der Schulpflicht im 19. Jahrhundert war das Bedürfnis nach speziell ausgebildeten Fachleuten stetig gewachsen. Da Schüler mit Lernschwierigkeiten nur teilweise dem Unterricht folgen konnten, wurden Sonderklassen und -schulen errichtet, was eine besonderen Ausbildung der Sonderschullehrkräfte erforderte. 1924 wurde das Heilpädagogische Seminar Zürich (HPS) als Fortbildungseinrichtung von Heinrich Hanselmann (1885–1960) mitbegründet, der bis 1941 Rektor war. Neben den vorwiegend praktischen Seminarübungen wurden Vorlesungen an der philosophischen Fakultät der Universität Zürich besucht.
1931 wurde der erste europäische Universitätslehrstuhl für Heilpädagogik an der Universität Zürich mit Heinrich Hanselmann als ersten Professor für Heilpädagogik eröffnet. Er war erster Präsident der von ihm 1928 in Budapest gegründeten Internationalen Gesellschaft für Heilpädagogik. Die Kongresse in Genf, Amsterdam und Wien wurden durch ihn geleitet.
Er erweiterte die bis dato stark durch die Medizin geprägte Heilpädagogik und definierte sie als humanwissenschaftliche Wissenschaft neu, was andere Perspektiven und Möglichkeiten ermöglichte. Er und sein Nachfolger Paul Moor (1899–1977), der das HPS von 1949 bis 1961 leitete und den Lehrstuhl übernahm, gehören zu den Pionieren der Heilpädagogik in der Schweiz. 1972 wurde das Studium neu in ein allgemeines Grundstudium und Spezialausbildungen gegliedert, die auch für das ausserschulische heilpädagogische Berufsfeld (Psychomotorische Therapie, Logopädie) qualifizierten. 1981 wurde erstmals ein „Sonderkurs für Früherzieher“ durchgeführt.
Die praktische heilpädagogische Arbeit (z. B. in Einrichtungen der Behindertenhilfe, Frühförderstellen oder in heilpädagogischen Schulheimen bzw. anderen Einrichtungen der Jugendhilfe) ist interdisziplinär geprägt, d. h., dass von der Medizin über Psychologie sowie Ergotherapie, Krankengymnastik oder Soziale Arbeit viele relevante Erkenntnisse anderer Fachwissenschaften einfließen.
Ursprünglich bezog sich Heilpädagogik auf ‚Heilung‘ durch Erziehung und pädagogisch-psychologische Therapie. Dieser Heilungs-Gedanke ist in der neueren, medizinisch-biologisch orientierten, wissenschaftlichen Diskussion jedoch kaum mehr vertreten. Dabei kommt es vermehrt zur Anwendung von Psychopharmaka wie Ritalin. Aus dem klassischen heilpädagogischen Blickwinkel ist der ganze Mensch (mit seinen Fähigkeiten, Problemen und Ressourcen sowie seinem Umfeld) bei der Bearbeitung und Lösung von Problemstellungen zu betrachten und mit einzubeziehen. Aus diesem Grundgedanken leitet sich auch die Bezeichnung ‚Heilpädagogik‘ ab. Heil, Heilung bezieht sich in diesem Zusammenhang nicht nur auf Heilen im medizinischen Sinne, also der Wiederherstellung eines gesunden, beeinträchtigungsfreien Zustandes, sondern auf Heilung im Sinne der Ganzheitlichkeit von Körper und Geist sowie der gesellschaftlichen Integration.
Das ‚Heil‘ leitete sich ursprünglich aus der Idee des umfassenden (physischen und seelischen) christlichen Heils ab. Bedeutendster Vertreter einer Heilpädagogik als Heilspädagogik war der katholische Theologe Linus Bopp, der 1930 sein epochales Werk Allgemeine Heilpädagogik in systematischer Grundlegung und mit erziehungspraktischer Einstellung veröffentlichte. Genannter stütze sich bezüglich seiner heil(s)pädagogischen Lehre auf die Wertephilosophie/-hierarchie von Franz Xaver Eggersdorfer. Demzufolge sind Linus Bopps zentrale heil(s)pädagogische Begriffe die der Wertsinnminderung und Wertsinnhemmung. Der Theologe hatte diejenigen Kinder/Jugendlichen, welche in seiner wertphilosophischen Wortwahl zum 'Objekt' der Heil(s)pädagogik wurden, wie folgt umschrieben:
Es zeigt sich, dass bei vielen Objekten der Heilerziehung der Wertsinn und der Wertwille darum ausfällt oder ernstlich gehemmt ist, weil die betreffenden Individuen mangels der notwendigen seelisch-geistigen Fähigkeiten dazu gar nicht oder nur erschwert fähig sind (Bopp 1930, S. 64).
Der Ansatz von Linus Bopp wurde von dem Schweizer Heilpädagogen Eduard Montalta in wesentlichen Punkten aufgegriffen und vertieft. Er spricht von „verminderter Wertfähigkeit“ und „herabgesetzter Wertwilligkeit“ (vgl. Montalta 1967, S. 3 ff.). Heute wird diese theologische/wertphilosophische Interpretation stark kritisiert.

## Bedeutende Heilpädagogen (Auswahl)
- Hans Asperger
- Erich Benjamin
- Linus Bopp
- Adolf Heinrich Dannemann
- Rupert Egenberger
- Jeanne Marie von Gayette-Georgens
- Heinrich Hanselmann
- Theodor Heller
- August Homburger
- Konrad Josef
- Karl Ferdinand Kern
- Max Kirmsse
- Emil E. Kobi
- Karl König
- Josefine Kramer
- Salomon Krenberger
- Marcellina von Kuenburg
- Ruth von der Leyen
- Friedrich Meinertz
- Andreas Mehringer
- Eduard Montalta
- Paul Moor
- Josef Spieler
- Johannes Trüper
- Siegfried Pickert
- Franz Löffler
- Albrecht Strohschein